# 八奸
八姦，法家思想之一。韓非認為臣子有八種謀權的方法，勸喻君主要防止，並提出應對方法。韓非亦強調，若不防止八姦，會很容易招致亡國。八姦分別為：同牀、在旁、父兄、養殃、民萌、流行、威強、四方。

## 同牀
當君主回宮休息時，君主喜愛的美女在這個時候請求君主一些事情，通常都能夠得到允許。因此臣子可以藉機賄賂君主所喜愛的美女，使他們迷惑君主。因此韓非建議，君主對於后妃，只娛樂他們的美色，不得聽從他們的要求。

## 在旁
「在旁」即謂：「優笑侏儒、左右近習。」即是演員、小丑、左右侍旁的親信。這些人只懂唯唯諾諾，奉迎君主的意思。君主還沒有下達命令就說「好的好的」、君主還沒有指使辦事就說「是的是的」，這些人都是有危害。韓非建議，對於這些人勸喻他們不必多言。

## 父兄
父兄就是王室的公子，是君主最親密的人；還有朝庭的大臣，是與君主商議政事的人，這兩種人的說話君主都需要聽從。但臣子可以使用音樂女色來引誘公子，也可用甜言蜜語來迷惑朝庭大臣，並以事成他們可以一同加官進爵來鼓勵他們。韓非建議，對於他們的說話，如果有錯誤一定要處罰，不可任由他們妄言。

## 養殃
君主愛大興土木、修建宮池來尋求自己內心的快樂，這是一種禍患。臣子可以藉此加重賦稅來娛樂君主，使他縱情放欲，從中培植自己的利益。韓非建議，遊樂玩好一定要有法令的依據，不可隨意增減。

## 民萌
臣子把公家的財物分散給百姓，讓百姓都稱讚自己的功績，蒙蔽了君主。韓非建議，對於人民有利的措施，一定要由君主來親自發佈，不可把這些恩惠歸功於臣子。

## 流行
君主在宮內與外界隔絕，因此臣子可以招攬各界的辯士，培養國家口才好的人來替自己進行宣傳，成為國內流行的言論，使君主的聲譽受到受威脅。韓非建議，對於臣子的言論，君主必須考察實情，不可讓臣子互相議論。

## 威強
君主把群臣和百姓當作自己是最強大的力量，大臣和百姓認為好的，君主則認為好；大臣和百姓認為不好的，君主就跟著認為不好。臣子可藉此培養自己的軍力，表明幫助他們就有利益，反對他們的就被處死。韓非建議，對於這些人若在戰場上立功的必須賞賜，但若在鄉里間私鬥就不可赦免罪刑，不讓群臣之間圖謀私利。

## 四方
君主的國土狹小，就要侍奉大國；兵力微弱就要畏懼兵力強大。大國有所要求，小國就要聽從；兵力強大的有所行動，兵力微弱的就要屈服。臣子明白這情況，就會加重賦稅來侍奉大國，利用大國的威勢來威脅君主，嚴重的更會勾結大國的軍隊來壓制國家。韓非建議，對於諸侯的要求，合理的要求就允許，不合理的就拒絕。所謂亡國的君主，不是說他失去了國家，而是喪失了國家的主控權，任由臣子來控制國政，這跟亡國都沒有分別。君主聽從大國本來為挽救國家的滅亡，但若任由臣子勾結大國，比不聽從更快滅亡，那不如不聽。群臣知道君主不聽從大國，就不會出賣國家。